# Aralez (mythologie)

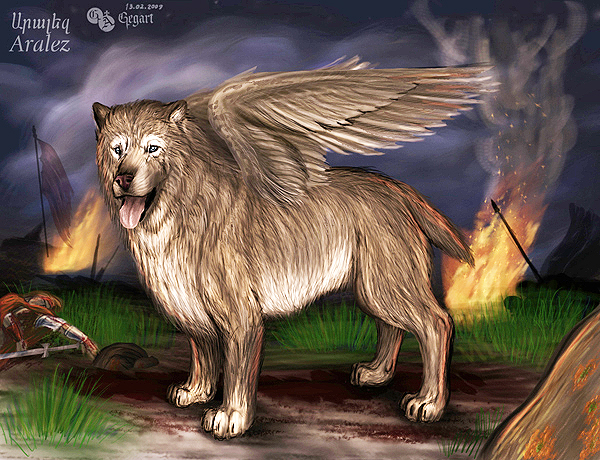
LAralez, œuvre de l'artiste Gegart (2009).

L'Aralez (en arménien : Արալեզ ; au pluriel : Արալեզներ, Aralezner) est une créature de la mythologie arménienne ressemblant à un chien ailé.

## Légende
D’après le mythe, les Aralezner seraient des chiens pourvus d’ailes qui vivraient dans le ciel ou sur le mont Ararat. Dans leurs représentations récentes et les plus courantes, ils sont souvent associés au Gampr.
Ils auraient le pouvoir de ressusciter les morts en leur léchant les plaies : ainsi donc, ils descendraient de leur environnement pour faire revivre les héros.
À la mort de Moušeł Ier Mamikonian, ses proches avaient placé son cadavre sur une tour dans l’espoir que les Aralezner le lèchent et qu’ainsi, il puisse revivre.